# Romulus (trein)
De Romulus was een internationale trein op de verbinding Rome - Wenen en is genoemd naar Romulus, een van de mythologische stichters van Rome.

## EuroCity
De Romulus was bij de start van het EuroCity-net op 31 mei 1987 de enige dagtrein waarmee Rome op het net was aangesloten. De trein volgde het deel Rome - Wenen van de historische route van de Wien-Roma-Napoli Express. De trein was samengesteld uit rijtuigen van de FS. Op 9 juni 2001 is de treindienst EC Romulus uit de dienstregeling gehaald.

### Route en dienstregeling
| WR | land               | station         | km   | RW |
| -- | ------------------ | --------------- | ---- | -- |
|    | Oostenrijk         | Wien Südbahnhof | 0    |    |
|    | Oostenrijk         | Wiener Neustadt | 50   |    |
|    | Semmeringspoorlijn |                 |      |    |
|    | Oostenrijk         | Mürzzuschlag    | 119  |    |
|    | Oostenrijk         | Bruck an de Mur | 160  |    |
|    | Oostenrijk         | Leoben          | 176  |    |
|    | Oostenrijk         | Villach         | 372  |    |
|    | Italië             | Tarvis          | 400  |    |
|    | Italië             | Udine           | 424  |    |
|    | Italië             | Venetië         | 630  |    |
|    | Italië             | Bologna         | 790  |    |
|    | Italië             | Firenze         | 887  |    |
|    | Italië             | Rome            | 1203 |    |